# Ikaros Kallitheas BC
El Ikaros Chalkidas BC (en griego: Ίκαρος Χαλκίδας) es un equipo de baloncesto griego que compite en la A1 Ethniki, la primera división del país. Tiene su sede en la ciudad de Calcis. Disputa sus partidos en el Kanithou Indoor Hall, con capacidad para 1600 espectadores.

## Historia
El cñub se funda en 1991 en la vecina ciudad de Nea Smirni bajo el nombre de New Smyrna Íkaros, jugando en las categorías inferiores del país. En 2007 se trasladan a Kallithea, para dos años más tarde fusionarse con el AEKT dando lugar a la sociedad actual, logrando el ascenso a la A2 Ethniki.
En 2010 se proclama campeón de la A2, logrando el ascenso a la máxima categoría. en su primer aó en la élite acabó en la décima posición, con 10 victorias y 16 derrotas.

### Plantilla 2012-2013
| N.º | Nombre                 | Nacionalidad              | Puesto    |
| --- | ---------------------- | ------------------------- | --------- |
| --  | Mouhammad Faye         | Bandera de Senegal        | Ala-Pívot |
| --  | Nikos Barlos           | Bandera de Grecia         | Alero     |
| --  | Vassilis Symtsak       | Bandera de Grecia         | Pívot     |
| --  | Diamantis Slaftsakis   | Bandera de Grecia         | Alero     |
| --  | Panagiotis Skordas     | Bandera de Grecia         | Alero     |
| --  | Danny Gibson           | Bandera de Estados Unidos | Base      |
| 14  | Lazaros Agadakos       | Bandera de Grecia         | Pívot     |
| --  | Thanos Hanias-Pantazis | Bandera de Grecia         | Ala-Pívot |
| --  | Alexis Kiritsis        | Bandera de Grecia         | Escolta   |
| --  | Avis Wyatt             | Bandera de Estados Unidos | Ala-Pívot |

## Palmarés
- A2 Ethniki
  - Campeón (1): 2010